# All My Loving
«All My Loving» (с англ. — «Всю свою любовь») — песня группы The Beatles из альбома With The Beatles, написанная Полом Маккартни (приписана авторскому дуэту Леннон — Маккартни). В тексте повествуется о расставании двух влюблённых. Биографами группы неоднократно высказывалось мнение, что песня посвящена первой любви Пола — Джейн Эшер.
Несмотря на то, что ни в Великобритании, ни в США песня не была выпущена в виде сингла, она часто ротировалась на радио, из-за чего компания EMI впоследствии выпустила одноимённый мини-альбом, который начинался именно с этой композиции. Как сингл «All My Loving» была выпущена в Канаде, где стала хитом. Канадский сингл был импортирован в США в большом количестве, благодаря чему в апреле 1964 года он занял 45 позицию в чарте Billboard Hot 100.
Песня входила в концертный репертуар группы на протяжении 1963-го и большей части 1964-го годов. Композиция была первой, исполненной на дебютном выступлении группы на шоу Эда Салливана 9 февраля 1964 года. Песня использовалась в двух фильмах, созданных при участии «Битлз»: «Вечер трудного дня» и «Волшебное таинственное путешествие».
Текст и мелодика «All My Loving» были положительно оценены поздними музыкальными критиками. В 1964 году за песню группа получила премию Айвора Новелло, а журналы Rolling Stone и New Musical Express поставили «All My Loving» на 44 и 33 места в списках 100 лучших песен The Beatles.
Этот хит — один из немногих за авторством Маккартни, который при этом нравился Леннону. Песня играла в больнице в тот момент, когда была констатирована смерть Джона 8 декабря 1980 года.
Песня неоднократно перепевалась различными музыкантами, в том числе британским певцом и актёром Джимом Стёрджессом для фильма «Через Вселенную» 2007 года. Также «All My Loving» часто исполняет Пол Маккартни во время своих выступлений.

## Текст и музыка

### История

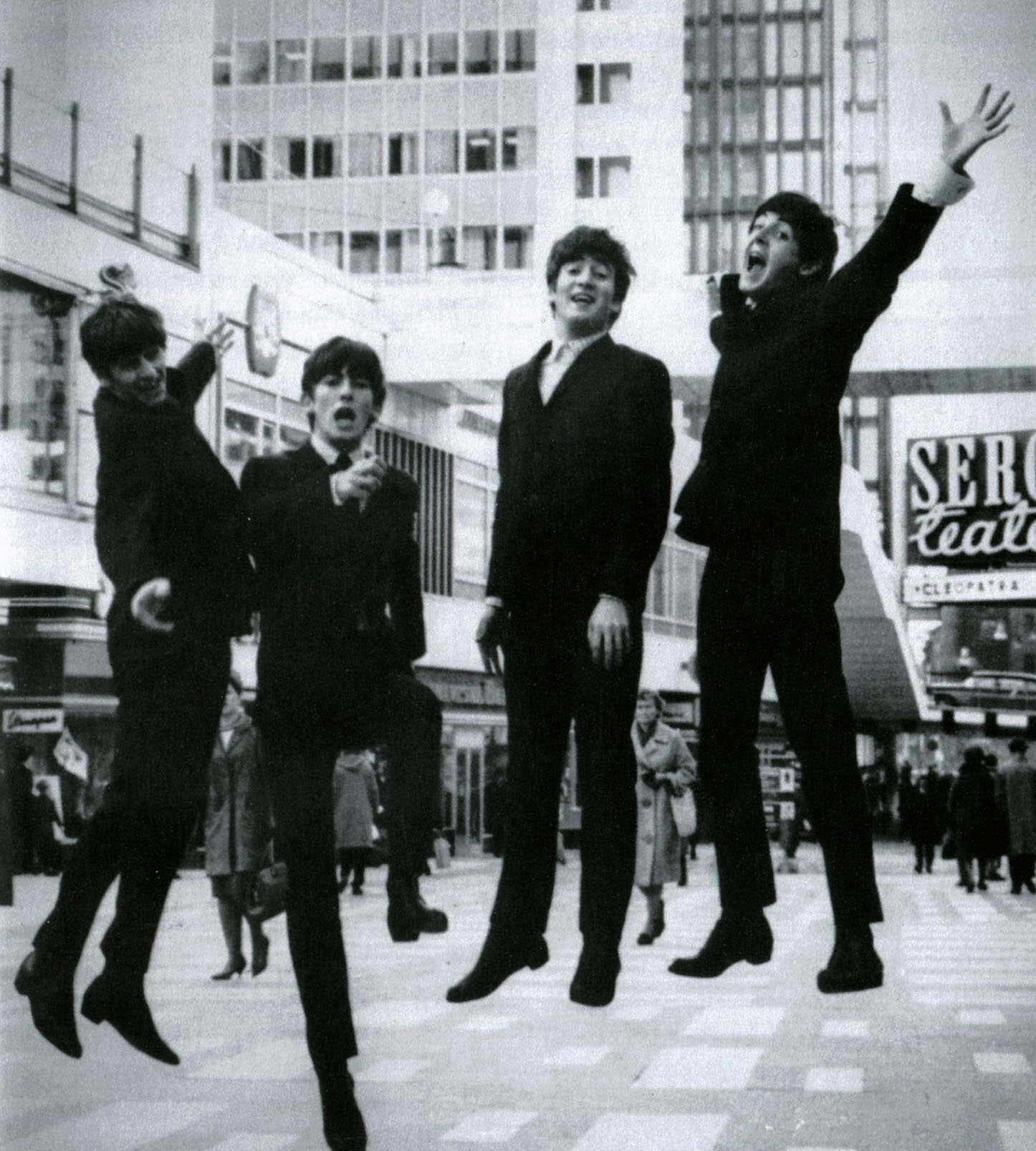
«Битлз» в 1963 году. Слева направо: Ринго Старр, Джордж Харрисон, Джон Леннон, Пол Маккартни

Композиция была сочинена во время турне «Битлз» по Великобритании вместе с Роем Орбисоном в 1963 году. Однако касательно точного времени написания мнения расходятся. Как утверждал Билл Гарри, Маккартни придумал текст песни во время бритья, а по версии Барри Майлза текст был написан во время поездки «Битлз» в гастрольном автобусе. «Это была первая песня, для которой я сначала написал слова» — рассказал однажды Маккартни.
Незадолго до выступления, Пол сел за пианино в огромной закулисной зоне зала, в котором должны были выступать музыканты, и начал придумывать мотив для мелодии. По его мнению, это была хорошая песня, подходящая для шоу.

### Текст

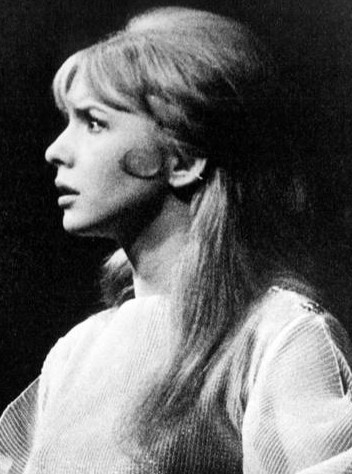
Джейн Эшер в 1967 году

Текст «All My Loving» представляет собой «письмо» в стиле песни «P.S. I Love You». Первый куплет песни начинается со слов в стиле in medias res: «Close your eyes and I’ll kiss you, tomorrow I’ll miss you», и заканчивается предложением «I’ll write home every day, and I’ll send all my loving to you». Следующий куплет начинается строкой «I’ll pretend that I’m kissing the lips I’m missing». Сами строки представляют собой рассказ об отношениях между двумя влюблёнными, которые любят и скучают друг по другу. Некоторые издания высказали мнение, что текст песни посвящён первой невесте Пола — Джейн Эшер.
«All My Loving» написана в настоящем и будущем времени: персонаж песни искренне обещает быть верным и вслух размышляет о том, что вся его любовная жизнь — теперь лишь фантазия. Куплет имеет длину шестнадцать тактов и разделён на две музыкально параллельные восьмитактные фразы.
В первом куплете, после фразы «Я пошлю тебе всю свою любовь», все инструменты затихают. Затем голос Маккартни открывает второй куплет а капелла для первых двух слов — «I’ll pretend».

### Музыка
При написании текста Маккартни изначально представлял её как песню в стиле кантри и вестерна, а Джордж Харрисон добавил гитарное соло в «нэшвиллском стиле». В игре ритм-гитары Джона Леннона используются быстрые триоли, похожие на мелодию популярной в 1960-х годах песни «Da Doo Ron Ron» американской гёрл-группы The Crystals, а Маккартни играет «блуждающую басовую партию». Было высказано предположение, что это произведение «черпает» вдохновение у песни «Квартета Дэйва Брубека» 1959 года под названием «Kathy’s Waltz» (с англ. — «Вальс Кэти»).
Основная тональность песни — ми мажор. Самая необычная деталь песни заключается в усиленном аккорде второго такта. В контексте всей песни, настроения и слов, слегка диссонирующий аккорд неясного гармонического происхождения даёт эффектный, но тонкий оттенок тревоги, противоречащий самоуверенности героя. Мелодия Маккартни диатоническая, однако его гармония включает в себя интенсивное использование тонических мажорных и минорных промежуточных аккордов, что, по мнению музыковеда Джеймса Перона, придаёт песне «горьковато-сладкий» оттенок. Умелое использование «Битлз» паузы в песне берёт своё начало в афроамериканской популярной музыке, хотя, по сведениям «Исследовательского центра чёрной музыки», изначально время остановки было придумано для того, чтобы дать аудитории возможность поделиться своим энтузиазмом и аплодисментами.
Вокал Пола был записан дважды, эти вокальные дорожки наложены в первых двух куплетах. Только в последнем куплете используется один вариант исполнения. В припеве Пол поёт вместе с Джорджем и Джоном, поддерживающими гармонию позади него вокализом «oooh».

## Запись
Песня была записана группой «Битлз» 30 июля 1963 года в студии «Эбби Роуд». Было сделано одиннадцать основных дублей и три добавочных, предназначенных для дополнительного сведения. В итоге в качестве основного был использован 14-й, который был сведён вместе с дублем номер одиннадцать. Микширование моно-версии было осуществлено 21 августа, а стерео-версии — 29 октября. Удлинённая стерео-версия песни с перкуссионным вступлением Ринго Старра с использованием хай-хэта, которое не встречается в обычных стерео- или моно-миксах, была выпущена в Германии и Нидерландах в 1965 году в сборнике Beatles 'Greatest. Эта версия позже была выпущена в Великобритании, как часть The Beatles Box.

### Участники записи
- Пол Маккартни — дважды записанный и сведённый вокал, бас-гитара, бэк-вокал
- Джон Леннон — бэк-вокал, ритм-гитара
- Джордж Харрисон — бэк-вокал, соло-гитара
- Ринго Старр — ударные
- Джордж Мартин — продюсер
- Норман Смит — звукорежиссёр[6]

## Выпуск и судьба

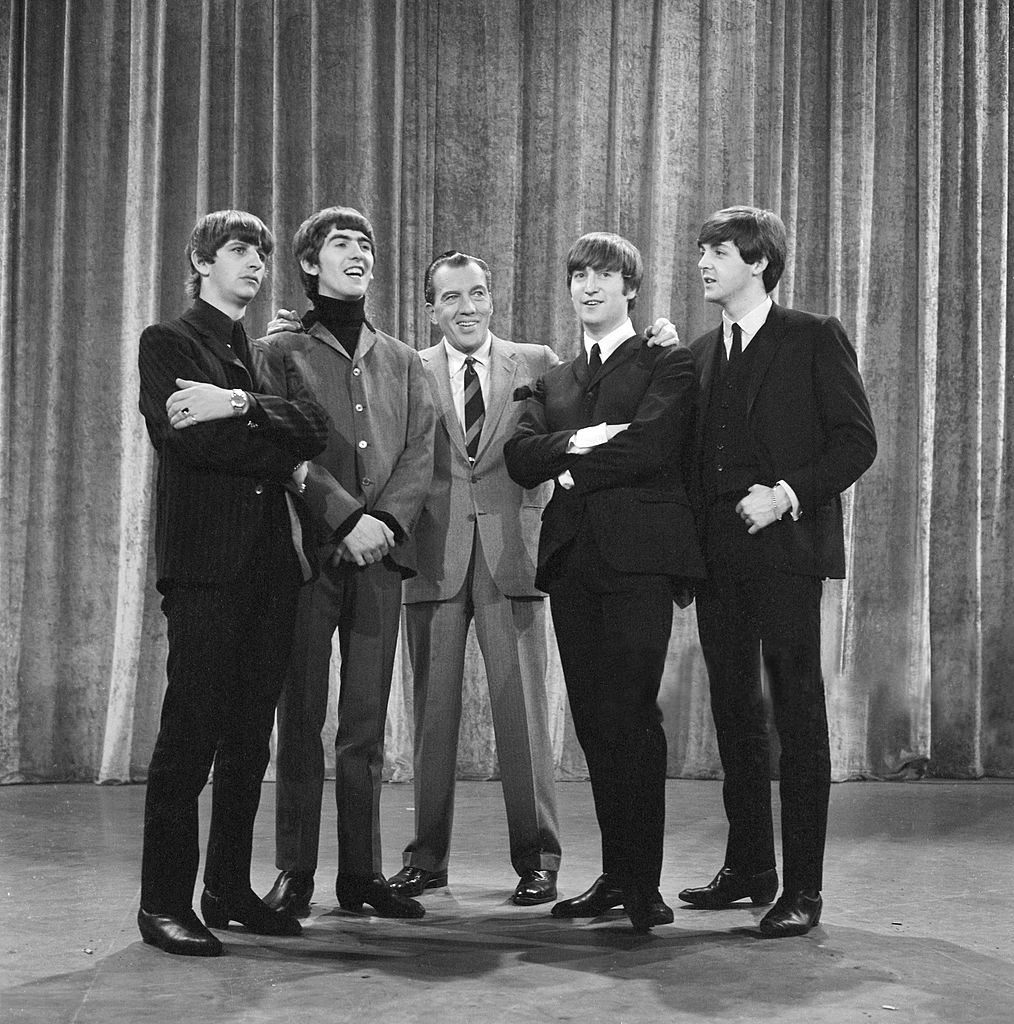
«Битлз» на шоу Эда Салливана, 9 февраля 1964 года

«All My Loving» была выпущена в Великобритании 22 ноября 1963 года в составе альбома With the Beatles; кроме того, она стала титульной композицией одноимённого мини-альбома, выпущенного 7 февраля 1964 года. В США песня впервые была выпущена 20 января 1964 года вместе с альбомом Meet The Beatles!, а позднее она была включена и в американский мини-альбом Four by The Beatles. В Канаде песня вышла в виде сингла (с песней «This Boy» на стороне «Б»), а также вошла в альбом Beatlemania! With The Beatles, количество и порядок композиций которого совпадало с With The Beatles. «All My Loving» была выпущена в виде сингла в Аргентине, Швеции, Норвегии и Японии, а также была входной песней на EP, выпущенных в Австралии, Франции, Дании, Японии, Новой Зеландии, Швеции и Великобритании. В том же 1964 году канадский сингл был импортирован в США, благодаря чему в апреле он занял 45 позицию в чарте Billboard Hot 100. Различные концертные исполнения «All My Loving» вошли в сборники The Beatles 1962–1966, The Beatles at the Hollywood Bowl и Anthology 1.
Песня быстро вошла в концертный репертуар группы и часто исполнялась на протяжении 1963-го и большей части 1964-го годов. Именно этой песней было открыто дебютное выступление группы на шоу Эда Салливана 9 февраля 1964 года; запись этого исполнения впоследствии попала в альбом Anthology 1. Группа несколько раз исполняла «All My Loving» для радио BBC; версия, записанная 28 февраля 1964 года и выпущенная 30 марта, была включена в сборник Live at the BBC.
Песня дважды использовалась в фильмах с участием «Битлз»: «Вечер трудного дня» (1964, сцена ночного клуба; по словам журналиста Стива Тёрнера, «All My Loving» была специально записана для фильма) и «Волшебное таинственное путешествие» (1967, инструментал).
Согласно Алану Вейссу, телевизионному продюсеру, бывшему свидетелем происходящего, песня «All My Loving» звучала в аудиосистеме реанимационной комнаты больницы Св. Луки—Рузвельта в тот момент, когда была констатирована смерть Леннона поздним вечером 8 декабря 1980 года.

## Восприятие

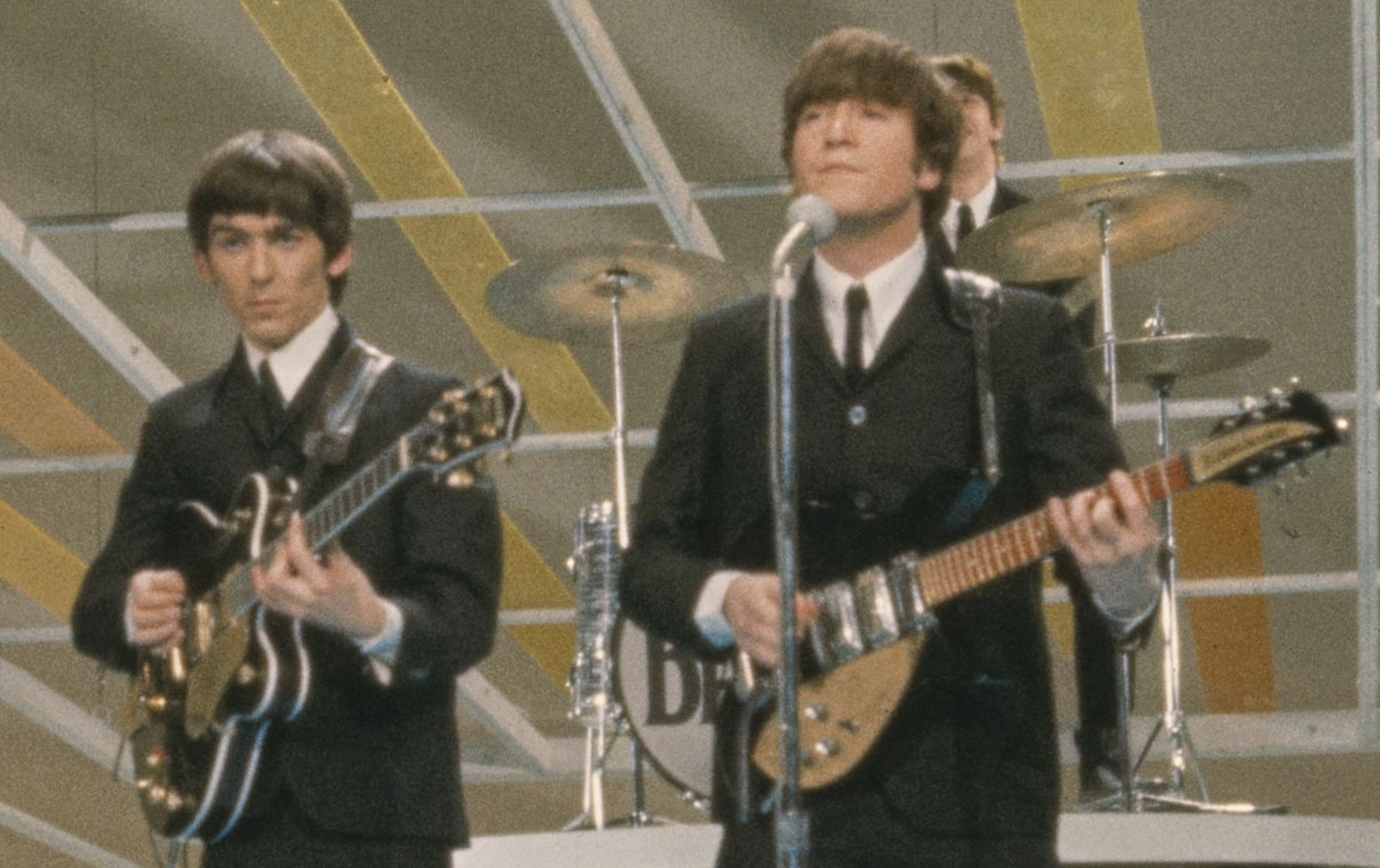
Проделанная гитаристами работа получила высокую оценку от более поздних критиков. Лаконичное соло Харрисона было описано как «напоминающее Чета Аткинса и Карла Перкинса», а сложная ритмическая работа Леннона была названа «самой узнаваемой чертой» песни; сам Леннон позже описал свою часть как «великолепную гитару».

### Критика
«All My Loving» была высоко оценена многими критиками. Критик Иэн Макдональд отметил, что «простота британского рока ранних шестидесятых замечательным образом выкристаллизована в выразительной простоте этого номера», а также высказал мнение, что именно благодаря этой песне Маккартни стал рассматриваться как равный Леннону.
Ричи Антербергер, обозреватель сайта AllMusic, отметил, что песня «была, вероятно, лучшей из композиций „Битлз“, вышедших только в альбомах до 1964 года», и что если бы песня была выпущена в виде сингла в США, она, вероятно, стала бы выдающимся хитом. Музыкальный продюсер Питер Эшер писал, что «All My Loving» «лишь подчёркивает оригинальность каждого из „битлов“». По мнению Тома Эвинга из Pitchfork, гитары в песне «кружатся и крутятся», и группа находит новый способ «сочетать привлекательность и драйв». Марк Кемп из журнала Paste назвал «All My Loving» «милой поп-мелодией». Авторы Джон Робертсон и Патрик Хамфриз считают, что «All My Loving» — лучшая песня The Beatles 1963 года, которую они не издали на сингле в США. Специалисты по классической музыке говорят о том, что в песне «можно расслышать отголоски Чайковского». Роберт Димери в своей книге «1001 альбом, который нужно услышать», обозревая With The Beatles, назвал «All My Loving» «первым классическим произведением» Маккартни.
Джон Леннон выразил своё восхищение этой песней, давая интервью журналу Playboy в 1980 году: «„All My Loving“ — песня Пола, скажу я с сожалением. […] Потому что это чертовски хорошая вещь. Зато у меня здесь совсем недурственная гитара на заднем плане». Это единственная композиция раннего периода группы под авторством Маккартни, которая нравилась Леннону. Другими песнями Пола, которым симпатизировал Джон, были, «For No One» и «Here, There and Everywhere» из альбома Revolver, «Hey Jude», «Oh! Darling» с Abbey Road и «Let It Be» из одноимённого альбома.

### Награды
В 1964 году «Битлз» получили пять премий Айвора Новелло, ежегодно присуждаемых Британской академией авторов песен, композиторов и авторов. Четыре из пяти были выиграны Джоном Ленноном и Полом Маккартни как композиторы самой популярной песни 1963 года и самого продаваемого диска («She Loves You»), занявшие второе место («I Want to Hold Your Hand») и написавшие вторую самую выдающуюся песню («All My Loving»). Журналы Rolling Stone и New Musical Express поместили «All My Loving» в свои списки 100 лучших песен The Beatles: Rolling Stone — на 44, а NME — 33 место.

## Чарты
| Чарты (1963—1964)                   | Высшая позиция |
| ----------------------------------- | -------------- |
| Канада (CHUM)                       | 1              |
| Австралия (Kent Music Report)       | 1              |
| Финляндия (Suomen virallinen lista) | 1              |
| Бельгия/Фландрия (Ultratop 50)      | 16             |
| Дания (Salgshitlisterne Top 20)     | 3              |
| Нидерланды (Single Top 100)         | 2              |
| Новая Зеландия (Lever Hit Parade)   | 6              |
| Норвегия (VG-lista)                 | 2              |
| Швеция (Kvällstoppen Chart)         | 1              |
| США (Billboard Hot 100)             | 45             |
| США (Cash Box Top 100)              | 31             |
| ФРГ (Media Control Singles Chart)   | 32             |

## Кавер-версии и исполнения
Песня неоднократно перепевалась различными исполнителями. В 1964 году Герб Алперт и группа The Tijuana Brass записали кавер-версию для альбома South of the Border, вымышленная группа «Элвин и бурундуки» — для трибьюта The Chipmunks Sing the Beatles Hits, оркестр Hollyridge Strings — для The Beatles Song Book Vol. 1, и The Johnny Mann Singers. Через два года её сыграли Каунт Бейси (Basie’s Beatle Bag) и The Brothers Four (A Beatles Songbook). В 1968 году вышел сингл певца Принца Бастера «Try A Little Tenderness» / «All My Loving». В этом же году песню исполнило трио The Sandpipers в альбоме Softly. Через несколько лет свой кавер записал Вал Дуникан (Gentle On My Mind). 

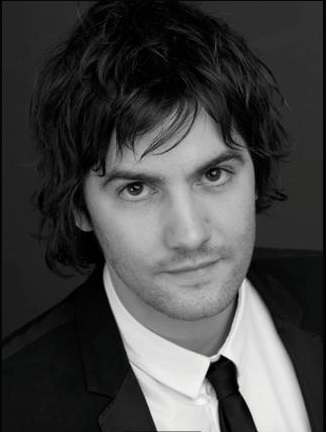
Джим Стёрджесс в 2007 году

В конце каждого выпуска австралийского шоу Young Talent Time её ведущий, певец Джонни Янг, всегда пел «All My Loving». Японский дуэт Pink Lady исполнил песню вживую в 1978 году. В 1983 году песню исполнила собачья музыкальная группа «Woofers & Tweeters Ensemble» в альбоме Beatle Barkers. Испанская группа Los Manolos выпустила версию в жанре каталонской румбы в 1992 году, которую они сыграли вместе с песней «Amigos Para Siempre» на церемонии закрытия Летних Олимпийских игр 1992 года в Барселоне, песня стала летним хитом в Испании. Чет Аткинс в дуэте с Сьюзи Боггасс исполнил её в трибьюте Come Together: America Salutes the Beatles, а в другом сборнике кавер-версий — Ticket To Ride — A Beatles Tribute — спели The Swingle Singers. Немецкая группа Helloween подготовила свою версию песни для альбома Metal Jukebox в 1999 году.
Американская группа Me First and the Gimme Gimmes записала кавер-версию, вошедшую в альбом Blow in the Wind (2001). В 2001 году песню исполнила рок-певица Рита Ли (Aqui, Ali, em Qualquer Lugar), а через год — Дэвид Гилмор. Эми Уайнхаус перепела песню в живом исполнении на телеканале BBC Three в 2004 году. Эмили Отем спела кавер-версию в альбоме A Bit o' This & That (2007). Тогда же вышел трибьют Meet The Beatles! — Meet The Smithereens!. Британский актёр и певец Джим Стёрджесс исполнил «All My Loving» в фильме «Через Вселенную» 2007 года в роли персонажа Джуда. В 2014 году песня была исполнена Arctic Monkeys вместе с Майлзом Кейном во время концерта на сцене Мэдисон-сквер-гарден в Нью-Йорке.
Сам Пол Маккартни неоднократно исполнял песню на живых выступлениях (The New World Tour, 1993; Driving World Tour, 2002; Back in the World Tour, 2003; Summer Tour, 2004; Summer Live Tour, 2009; Up and Coming Tour, 2010—2011; On the Run Tour Live, 2011—2012), вариации из которых использовались в концертных альбомах (Paul Is Live, 1993; Back in the US Live, 2002; Back in the World Live, 2003). Маккартни исполнил «All My Loving» во время мемориала «Here, There and Everywhere: A Concert for Linda», проходящего в апреле 1999 года в концертном зале Альберт-холл, Лондон.